# 309 Fraternitas
A 309 Fraternitas a Naprendszer kisbolygóövében található aszteroida. Johann Palisa fedezte fel 1891. április 6-án.